# 漂流兄妹〜理科の知識で大脱出!?〜
『漂流兄妹〜理科の知識で大脱出!?〜』（ひょうりゅうきょうだい〜りかのちしきでだいだっしゅつ!?〜）は、NHK Eテレで2021年10月25日に不定期で放送開始した小学生向けの理科番組。2023年4月から毎月1回、再編集版5回を含む全12回の番組を放送する。
とある無人島に漂着した兄妹が、漂流物と理科の知識を駆使して生き抜き、無人島からの脱出を目指すというドラマ仕立て。

## 登場キャラクター
しゅんや
演 - 板橋駿谷
筋肉自慢漁師の兄。また手先も器用。
さくら
演 - 井上咲楽
理系大学生の妹。生き物が好きで、大学では「昆虫を利用した食料循環モデル」を研究。
島の守り神
声 - 飯塚悟志
島の文明が滅びたあとも、生き延びてゆく人間を励ます。

## 放送内容
| 回     | タイトル                                 | 初回放送日                              | 挑戦内容                                        | 備考               |
| ------ | ---------------------------------------- | --------------------------------------- | ----------------------------------------------- | ------------------ |
| 第0回① | episode0.1 漂流直前                      | 2023年3月25日                           |                                                 | 予告編             |
| 第0回② | episode0.2 漂流直前                      | 2023年3月26日                           |                                                 | 予告編             |
| 第1回  | 無人島サバイバルはじまる!                | 2023年4月4日（再編集版） 2021年10月25日 | 紙で作った鍋で、魚の煮込み料理はできる?         |                    |
| 第1回  | 無人島サバイバルはじまる!                | 2023年4月4日（再編集版） 2021年10月25日 | ペットボトルで、電気を使わないクーラーは作れる? |                    |
| 第1回  | 無人島サバイバルはじまる!                | 2023年4月4日（再編集版） 2021年10月25日 | 虫眼鏡とラムネ瓶のビー玉で望遠鏡は完成する?     |                    |
| 第2回  | “金属文明”がやってきた!?1                | 2023年5月2日（再編集版） 2022年8月22日  | 海水を煮詰めるだけで塩は作れる?                 |                    |
| 第2回  | “金属文明”がやってきた!?1                | 2023年5月2日（再編集版） 2022年8月22日  | 熱した石でサウナはつくれる?                     |                    |
| 第2回  | “金属文明”がやってきた!?1                | 2023年5月2日（再編集版） 2022年8月22日  | ポリ袋でSOSを発信する熱気球は作れる?            |                    |
| 第3回  | 無人島で…人の痕跡を発見⁉                 | 2023年6月6日（再編集版） 2022年8月29日  | ペットボトルの罠でヤマメは捕れる?               |                    |
| 第3回  | 無人島で…人の痕跡を発見⁉                 | 2023年6月6日（再編集版） 2022年8月29日  | 火打石になる石ってどんな石?                     |                    |
| 第3回  | 無人島で…人の痕跡を発見⁉                 | 2023年6月6日（再編集版） 2022年8月29日  | 燃えやすい炭ってどうやって作る?                 |                    |
| 第4回  | “文明の利器”電気で動かせ！               | 2023年7月4日（再編集版） 2022年10月31日 | 木の実を使ったシャボン玉                        | ムクロジ#利用 参照 |
| 第4回  | “文明の利器”電気で動かせ！               | 2023年7月4日（再編集版） 2022年10月31日 | クルミ油で揚げ物                                |                    |
| 第4回  | “文明の利器”電気で動かせ！               | 2023年7月4日（再編集版） 2022年10月31日 | 手作り電池でラジオをつける                      |                    |
| 第5回  | いかだで無人島から大脱出!?               | 2023年8月1日（再編集版） 2022年12月26日 | いかだを作って大脱出!?                          |                    |
| 第5回  | いかだで無人島から大脱出!?               | 2023年8月1日（再編集版） 2022年12月26日 | 笹の葉でお茶をつくる                            |                    |
| 第6回  | 新たな物語のはじまり?                    | 2023年9月5日                            | 海水を飲み水にする方法                          |                    |
| 第6回  | 新たな物語のはじまり?                    | 2023年9月5日                            | 食べられる植物や魚探し                          |                    |
| 第7回  | 無人島でも快適に過ごしたい!?             | 2023年10月3日                           | ふりこ時計のつくり方?                           |                    |
| 第7回  | 無人島でも快適に過ごしたい!?             | 2023年10月3日                           | たこの作り方                                    |                    |
| 第8回  | どうする?無人島に獣(けもの)が!?          | 2023年11月7日                           | ランプのつくり方                                |                    |
| 第8回  | どうする?無人島に獣(けもの)が!?          | 2023年11月7日                           | シャンプーのつくり方                            |                    |
| 第8回  | どうする?無人島に獣(けもの)が!?          | 2023年11月7日                           | ある道具のつくり方                              |                    |
| 第9回  | ボトルメールを出したい!でも紙がない...。 | 2023年12月5日                           | 紙のつくり方                                    |                    |
| 第9回  | ボトルメールを出したい!でも紙がない...。 | 2023年12月5日                           | 防寒着のつくり方                                |                    |
| 第10回 | 小屋を作ろう！                           | 2024年1月9日                            |                                                 |                    |
| 第10回 | 小屋を作ろう！                           | 2024年1月9日                            |                                                 |                    |
| 第11回 | 食料が尽きた。どうしよう？               | 2024年2月6日                            |                                                 |                    |
| 第11回 | 食料が尽きた。どうしよう？               | 2024年2月6日                            |                                                 |                    |
| 第12回 | 今度こそ！無人島からの脱出               | 2024年3月5日                            |                                                 |                    |
| 第12回 | 今度こそ！無人島からの脱出               | 2024年3月5日                            |                                                 |                    |
| 第13回 | 無人島生活ふたたび!?                     | 2024年8月21日                           | 炭を使った水の濾過 サイフォンの原理             |                    |
| 第13回 | 無人島生活ふたたび!?                     | 2024年8月21日                           | 入浴剤を使ったペットボトルロケット              |                    |
| 第14回 | お風呂に入りたい!                        | 2024年8月22日                           | 気化熱を使った冷却 松脂を使った松明の作り方     |                    |
| 第14回 | お風呂に入りたい!                        | 2024年8月22日                           | 石を焼いて温めるお風呂                          |                    |
| 第15回 | 無人島には生き物がいっぱい               | 2024年8月23日                           |                                                 |                    |
| 第15回 | 無人島には生き物がいっぱい               | 2024年8月23日                           |                                                 |                    |
| 第16回 | お兄ちゃん大活躍!釣りに挑戦              | 2024年12月23日                          |                                                 |                    |
| 第16回 | お兄ちゃん大活躍!釣りに挑戦              | 2024年12月23日                          |                                                 |                    |
| 第17回 | 甘ーいものが食べたい!                    | 2024年12月24日                          |                                                 |                    |
| 第17回 | 甘ーいものが食べたい!                    | 2024年12月24日                          |                                                 |                    |
| 第18回 | 漂流生活の思い出。そしてこれから?        | 2024年12月25日                          |                                                 |                    |
| 第18回 | 漂流生活の思い出。そしてこれから?        | 2024年12月25日                          |                                                 |                    |

## スタッフ
- 撮影協力 - いばらきフィルムコミッション・日本ライフセービング協会
- サバイバル術監修 - 日本ブッシュクラフト協会
- 実験監修 - ガリレオ工房
- 撮影 - 竹内卓彌・伊奈勇人
- 映像技術 - 正岡卓哉
- 音響効果 - 大貫孝輔
- 編集 - 森川純市
- 美術 - 羽鳥夏樹
- ディレクター - 竹原徹
- 政策統括 - 誉田朋子・成松弘明